# Das Schwarze Auge: Blackguards
Das Schwarze Auge: Blackguards ist ein Strategie-Rollenspiel des deutschen Entwicklers und Publishers Daedalic Entertainment. Es ist ein Computerspiel in der Fantasywelt Aventurien des Rollenspielregelwerks Das Schwarze Auge. Es wurde am 24. Januar 2014 für Windows und macOS veröffentlicht, den Vertrieb in Deutschland übernahm EuroVideo.
Aufgrund des Erfolgs von Blackguards kündigte Daedalic einen Nachfolger Blackguards 2 an, der Anfang 2015 erschienen ist.

## Handlung
Die Handlung beginnt in der Stadt Neetha in der Spielwelt Aventurien. Hauptfigur ist der Spielercharakter, der zu Unrecht wegen des Mordes an seiner Freundin eingesperrt worden ist. Auf der Flucht vor seinen Verfolgern und der Suche nach dem wahren Mörder trifft er weitere Charaktere, die ebenfalls Probleme mit dem Gesetz haben. Der Spieler hat die Möglichkeit an wichtigen Punkten Entscheidungen zu treffen und so das Spielgeschehen zu beeinflussen.

## Charaktere
| Charakter        | Rolle                                     |
| ---------------- | ----------------------------------------- |
| Aurelia          | Hexe aus Neetha                           |
| Naurim           | Jähzorniger, als Schmuggler tätiger Zwerg |
| Niam aus Mikram  | Drogensüchtige Halbelfe                   |
| Takate           | Ehemaliger Sklave und Gladiator           |
| Zurbaran Florios | Dekadenter, südländischer Schwarzmagier   |

## Spielprinzip
In Blackguards können vom Spieler verschiedene Klassen, wie Krieger, Magier und Jäger angenommen werden. Sowohl die Kämpfe als auch das gesamte Spiel laufen rundenbasiert ab. Gesteuert wird das Spiel mit Maus und Tastatur. Eine Besonderheit des Spiels sind die sichtbaren Sechseckraster-Felder.

## Entwicklung
Das Schwarze Auge: Blackguards wurde erstmals für Windows und macOS am 24. Januar 2014 veröffentlicht. Der Vertrieb in Deutschland wurde über EuroVideo geregelt. Der Nachfolger des Spieles, Blackguards 2, erschien am 20. Januar 2015 für Windows und macOS. Die Version für Playstation und Xbox One folgte am 15. September 2017.

## Rezeption
Blackguards erhielt durchschnittliche bis leicht positive Bewertungen. Metacritic bewertete das Spiel mit 69 von 100 Punkten, PC Games und 4Players mit 69 und 68 %. Von GameStar und Gamona erhielt das Spiel bessere Bewertungen von 76 % und 86 %. Eurogamer vergab 8 von 10 Punkte.